# Београдски трамвај
Београдски трамвај је највећи и  тренутно једини трамвајски систем у Републици Србији који је почео с радом 1892. године.

## Основне информације
Београдски трамвајски систем има укупну дужину шина од 127,3 км и 11 трамвајских линија:
| Линија | Од                     | До          | Уведена   | Белешке                                                                            | Референце |
| ------ | ---------------------- | ----------- | --------- | ---------------------------------------------------------------------------------- | --------- |
| 2      | Пристаниште            | кружна      | 1892      | Кружна на садашњој траси од 15.8.1929.                                             |           |
| 3      | Омладински стадион     | Кнежевац    | 17-6-1894 | Због радова на Булевару патријарха Павла привремено замењена аутобуском линијом 3А |           |
| 3Л     | Ташмајдан              | Топчидер    | 11-7-2018 | Због радова на Булевару патријарха Павла привремено замењена аутобуском линијом 3А | [ 1 ]     |
| 5      | Калемегдан /Доњи град/ | Устаничка   | 1981/2    |                                                                                    |           |
| 6      | Ташмајдан              | Устаничка   | око 1900. |                                                                                    |           |
| 7      | Устаничка              | Блок 45     | 1-1-1958  |                                                                                    | [ 2 ]     |
| 9      | Бањица                 | Блок 45     | 1-1-1958  |                                                                                    | [ 2 ]     |
| 10     | Калемегдан /Доњи град/ | Бањица      | 17-1-1926 |                                                                                    | [ 3 ]     |
| 11     | Калемегдан /Доњи град/ | Блок 45     | 31-8-1984 |                                                                                    | [ 4 ]     |
| 12     | Омладински стадион     | Баново брдо | 16-6-1986 |                                                                                    | [ 5 ]     |
| 13     | Баново брдо            | Блок 45     | 16-6-1986 |                                                                                    | [ 5 ]     |
| 14     | Устаничка              | Бањица      | 1989      |                                                                                    |           |

| Линија | Од                        | До                       | Уведена   | Укинута  | Белешке                                                | Референце |
| ------ | ------------------------- | ------------------------ | --------- | -------- | ------------------------------------------------------ | --------- |
| 1      | Калемегдан /Доњи град/    | Кнежевац                 | 1-9-1978  | 1992     | Привремено укинута током санкција, никада није враћена | [ 6 ]     |
| 1А     | Савинац (Славија)         | Приштинска (Црвени крст) | 16-1-1927 | 1947     | Замењена тролејбуском линијом                          | [ 7 ]     |
| 4      | Калемегдан /Доњи град/    | Омладински стадион       | 1983      | 1989     |                                                        |           |
| 7Л     | Ташмајдан                 | Блок 45                  | 19-7-1992 |          |                                                        | [ 8 ]     |
| 8      | Омладински стадион        | Вождовац                 | 1978      | 1993     | Привремено укинута током санкција, никада није враћена | [ 9 ]     |
| 9Л     | Главна железничка станица | Вождовац                 | 1984      | 1989     |                                                        |           |
| 16     | Пристаниште               | Смедеревски пут          | 1951      | 1-1-1958 | Ознака промењена у 7                                   | [ 2 ]     |
| 20     | Пристаниште               | Вождовац                 | 1951      | 1-1-1958 | Ознака промењена у 9                                   | [ 2 ]     |

Током ноћи саобраћале су само две линије:
- 7Н: Устаничка - Славија - Блок 45 (линија је укинута 1. јануара 2017)
- 9Н: Бањица - Славија - Блок 45 (линија је укинута 1. јула 2009. и уместо ње је успостављена аутобуска линија 33Н која саобраћа трасом ове некадашње ноћне линије: Славија - Булевар ослобођења - Трг ослобођења - Војводе Степе (потез од Аутокоманде до Трошарине) и половина њене трасе је: Војводе Степе (потез од Трошарине до Кумодража) - Кумодраж)

Превозом управља фирма ГСП Београд (Градско саобраћајно предузеће Београд).

## Возни парк
| Слика | Назив       | број | нумерација |
| ----- | ----------- | ---- | ---------- |
|       | Tatra KT4   | 146  | 2201-2420  |
|       | Düwag Be4/6 | 48   | 2601-2648  |
|       | CAF Urbos 3 | 30   | 1501-1530  |
|       | Bozankaya   | 25   | 1531-1555  |

## Историја

### Пре Првог светског рата
Године 1891. завршени су преговори између Београдске општине и фирме Периклес Цикос из Милана о изградњи трамвајског саобраћаја у Београду. Фирми из Милана је уступљен монопол над трамвајима и осветљењу у Београду. По уговору је била предвиђена изградња у укупној дужини од 21 km. На Цариградском друму је подигнут депо, познат као Трамвајске штале.
Први београдски трамвај пуштен је у саобраћај дана 1. (13.) октобра 1892. године и возио је центром града, од Калемегдана до Славије. „Београдску варошку железницу” је осветио митрополит Михаило. У почетку су се као погон користили коњи, Јулка и Соко. Прва електрична линија уведена је 1894. До краја 1905. године све линије биле су електрифициране. Године 1912. у Београду је било осам трамвајских линија који су те године превезли укупно 7.500.000 путника.

### Ред вожње трамваја у периоду 1892-1914.
Трамваји су кретали око 5 сати ујутру (у зависности од линије), а последњи полазак био је у десет часова увече, недељом у једанаест. Интересантно је да су трамваји били дужни да воде рачуна о завршетку представа у Народном позоришту и последњи су кретали у зависности од дужине представе. Саобраћај се појачавао на свим линијама у 12 и у 17 часова, када су чиновници одлазили кући на паузу за ручак или се завршавало радно време. Иако је био дефинисан прецизан ред вожње, трамваји су стално каснили у поласку.

### Између два рата
Први и Други светски рат доста су оштетили трамвајски систем, но оба пута је обновљен. У октобру 1922. је очекивано 80 моторних кола одн. задњих кола из Немачке, па су пројектоване и нове линије (нпр. почетком јула 1923. пуштена је у саобраћај партија од седам немачких трамваја). 
- Линија "Калемегдан−Коларац−Ново Гробље", која је пре рата "ишла само од Коларца до Тркалишта" (под Коларцем се мисли на локацију на дан. Тргу Републике) пуштена је 23. октобра 1922.
- Пруга Теразије − Смедеревски ђерам продужена је у октобру 1924. до Боровог парка, близу кафане "Липов лад".[20][21]
- Пруга Позориште − Кланица отворена је 15. априла 1925.[22][23] (до 1939. и 1946-59).
- Пруга Споменик − Дедиње, линија 12, пуштена је у саобраћај 8. септембра 1932.[24]
- Други трамвајски колосек између Славије и Аутокоманде, куда је возила Десетка, пуштен је у јулу 1935.[25]

Почетком 1937. добијено је 12 нових кола, четири из "Јасенице а.д." Смедеревска Паланка, остало из творнице у Славонском Броду. У радионицама Дирекције 1938. су направљена једна трамвајска кола са аеродинамичном линијом (занимљиво да су столице биле постављене под углом).  
Већина трамваја је ноћила у депоу код старе електричне централе, а остали у улици Краља Александра. Према тарифи усвојеној 1936, вожње су коштале 1, 1,5 или 2 динара (раније су постојале карте скупље од 2 динара). Карте од 1,5 и 2 динара су биле 20 одн. 25% јефтиније у картонима за 30 вожњи. Трамваји су имали "тролу са точкићем уместо тролу у облику лире", чије је варничење ометало радиофонију; скретницама су управљали службеници Дирекције, "обично какав старац". Подлога пруге у ул. Краља Милана промењена је 1937. из бетонске у макадамску, ради лакшег оправљања и мање буке.
На лето 1940. стигло је пет кола нових италијанских трамваја, зелене боје. Новина у њима је била то што су се карте наплаћивале на улазу, уместо да кондуктер обилази путнике. Капацитет је био 100 путника, али се могло попунити и до "140".
- За потребе "шестице", дупли трамвајски колосек у Александровој улици је продужен до "Цветкове механе" почетком 1941.[35][36]

### Трамвајске линије пре Другог светског рата
Према подацима из 1938. године у Београду су постојала три главна правца којима су возили трамваји.
- Александрова, Теразије, Земун - трамваји број 6 и 14, укупан број путника у 1936. 12.914.940.
- Калемегдан, Славија, Аутокоманда - трамваји број 1 и 10, број путника 10.765.000.
- Топчидер, Теразије, Панчевачки мост - трамваји 3 и 9, број путника 10.326.630.
- Трамвај број 9 на потезу Кнежев споменик - Кланица (Народно позориште - Насеље Кнеза Павла односно Кнежев споменик - Кланица (кроз Улицу кнеза Павла тј. Булевар деспота Стефана) је укинута августа 1939. и замењена аутобуском линијом,[38] а што је било замишљено као претходница тролејбуса.[39]
- Линија 7 – Калемегдан - Ново Гробље, која је пролазила Поенкареовом/Македонском, као и линија 9-А (Ново гробље - ул. Адмирала Пикоа, данашња Мије Ковачевића) - замењене су аутобусом 27 у априлу 1940.[40][41][42][43]
- Линија 12 – Кнежев споменик - Дедиње[44]

### После Другог светског рата
Након ослобођења, прва је обновљена линија 6, прорадила је 7. новембра 1944. од Студентског дома до Цветкове механе. Од 20. децембра је прорадила линија 2 од ул. Болеслава Бјерута до Вуковог споменика, а шестица креће од Скупштине.
1946
У оквиру „првомајског такмичења” 1946, оспособљаване су трамвајске пруге бр. 9, до Карабурме; бр. 3, Војна академија — Топчидер и бр. 2, до порушеног Савског моста. У октобру је линија 6 продужена за 400 метара, станица код Цветкове механе је пребачена испред циглане (на карти из 1946, линија 6 иде до ул. Велизара Косановића). У радионицама предузећа Белсап је крајем године израђен први трамвај, са АЕГ-овим мотором и распоредом седишта по угледу на италијанску Бреду.
1947
Трамвај 9 је имао почетну станицу на углу Скадарске и 29. новембра; након изласка из депоа, возило је морало кружити око Техничког факултета, док почетком фебруара 1947. није направљена веза са линијом 2, градњом „кривине” на углу Ђорђа Вашингтона и 29. новембра. Крајем фебруара је укинут један број станица ради бржег саобраћаја, у корист оних који путују са периферије.
Трамвај број 1, од Калемегдана до Славије, укинут је на пролеће 1947 (од 26. марта га је заменио аутобус, нешто измењеном трасом), како би био замењен првом тролејбуском линијом; уклоњеним материјалом је продужена линија 6, Дечанском улицом, па лево до задње фасаде зграде у којој је биоскоп Београд. Нова окретница линије 6 је уређена на празном простору преко пута „Борбе”, „скривена иза дворишног зида зграде на углу Бул. Црвене Армије и Дечанске”.
Око почетка маја, почетна станица линије ка Земуну је померена за око 250 метара, до пред некадашњег главног улаза у Сајмиште.
У септембру 1947. се ради на окретници линије 6 за насеље иза Цветкове механе и асфалтирање пешачког пута од Жел. станице Земун којим је до „пре извесног времена” ишла линија 14 (извађене шине и стубови су коришћени за продужење шестице одн. тролејбуску мрежу). У септембру је вађена и пруга из ул. Маршала Толбухина/Макензијеве, ради увођења кружне тролејбуске линије од Славије, према Црвеном крсту. Радови на продужењу Шестице, 540 метара од Цветкове механе до ул. др. Стеве Поповића/Косте Трифковића, завршени су 21. новембра 1947.
Трамвај 3 је возио од Топчидера до Новог гробља, а од 17. децембра 1947. само до Славије, одакле је до гробља уведен 7/а (укинут у јануару 1949).
1948
У септембру 1948, у оквиру претконгресног такмичења за Други конгрес КП Србије, почела је градња трамвајске пруге Топчидер — Раковица, 3.600 метара дуплог колосека до Железничке станице Раковица. Завршена је за Дан републике 29. новембар.
1949
Омладинске бригаде су од априла 1949. радили на зградама око будућег Трга Маркса и Енгелса, па је окретница шестице пресељена на Ташмајдан (ца. јун). Исти терминус је користила линија 7, до Гробља. Улица војводе Степе је проширена исте године, па је линија 10 добила дупли колосек.
1951
На лето је најављен продужетак линија 6 и 10 од Славије до Калемегдана, како би се растеретила Двојка. Зато је пројектована петља између Карађорђеве улице и Пристаништа, како би се продужене линије могле одмах окренути назад.
1959
Укинута је пруга у ул. 29. новембра: осмица, како је прошле године названа деветка, последњи пут је возила од Скадарске улице 22. јула 1959.

### "Трамвајем увек"
Још 1938. године се помињу планови за изградњу метроа. Током 1970-их појавили су се поново планови да се у граду изгради метро систем, али су 1982. године одбијени јер је донесена одлука како ће се проширити већ постојећа трамвајска мрежа.
- Трамвајска пруга је продужена од Новог гробља до Омладинског стадиона крајем 1983.
- Године 1985. постављено је 45 км нових шина, а трамваји су преласком реке Саве почели са превозом путника и у Новом Београду.[71] Пруга од Економског факултета до Блока 45 је у саобраћају од 31. августа 1984;[72][73]
- продужетак у Булевару Револуције/Краља Александра од Радио Индустрије до Устаничке од 30. децембра 1985;
- од Господарске механе до Бановог брда од 16. јуна 1986.[74] — линије 12, Баново брдо – Трг Димитрија Туцовића (Славија) и 13, Баново брдо – Калемегдан (Беко)[75]
- Улицом Генерала Жданова (Ресавском) трамвај је кренуо 18. октобра 1987. – линија 12, Ташмајдан–Баново брдо.[76]

### Двадесет први век
Први трамваји из Базела су стигли у августу 2001, од јесени су се нашли у саобраћају (→ Düwag GT6 и :de:Schindler Waggon). Крајем 2000-их година започела је модернизација система. Немањина улица је реконструисана 2006, постављена је нова трамвајска конструкција. Булевар краља Александра је 2010. реконструисан од Вуковог споменика до Цветкове пијаце, шине су пребачене на средину улице. 
Први шпански трамвај, фирме Каф (→ :en:Construcciones y Auxiliar de Ferrocarriles), стигао је у мају 2011. 
Мост на Ади је отворен почетком 2012, трамвајски саобраћај преко њега је почео 5. јула 2019, на линијама 11 и 13.
Саобраћај на Старом савском мосту је обустављен почетком новембра 2024, тако да су измењене трасе линија 7 и 9.
Први трамвај турске фирме Бозанкаја (→ :en:Bozankaya) изашао је на улицу 29. јула 2025. Најављено је увођење линије 8, од Трошарине до Славије.

## Занимљивости из историје о трамвајима
- 23. новембра 1937. године у Београду је била тако густа магла да су аутомобили и трамваји саобраћали са упаљеним фењерима.[78]
- За релативно кратко време ће се почети са изградњом подземне саобраћајне мреже Београда. Правци ће бити они који су покривени трамвајским линијама према подацима из 1938. године.[37]
- Простор обухваћен линијом 2 се сматра центром града. Пре Другог светског рата, неки улични продавци нису смели радити унутар те линије.[79]
- Трамвај на линији 3 прелази преко железничке пруге: 9. новембра 1950. је ударен од воза, погинуо је један путник, два повређена;[80] 14. октобра 1958. је ударио у воз, двоје путника је погинуло, шест повређено.[81]
- "Двојка" се 20. новембра 1980. преврнула на углу Карађорђеве и Париске, повређен је 41 путник.[82]

## Галерија
- Трамвај у Кнез Михајловој улици, 1906. година
- Трамвај у Улици краља Милана, 1906. година
- Трамвајска окретница на Позоришном тргу у Београду 1920-тих година
- Трамвајска окретница на Студентском тргу са погледом на Велику пијаци
- Трамвај у Улици Узун Мирковој 1941.
- Трамвај CAF Urbos-а у Савамали
- Трамвај "Чичица" 2019.